# Gyöngygurámi
A gyöngygurámi (Trichopodus leerii) a sugarasúszójú halak (Actinopterygii) osztályába a sügéralakúak (Perciformes) rendjébe és a gurámifélék (Osphronemidae) családjába tartozó faj.

## Előfordulása
A Maláj-félszigeten, Thaiföldön, Szumátrán és Borneón  honos. Kedvelt, békés akváriumi hal.

## Megjelenése
Általában 10–11 cm-re nő meg, igen szép színű és formájú díszhal.
Az oldalát és a páratlan úszókat gyöngyházfényü, fehéressárga foltok díszítik. A torok- és a hastájék, a mellúszók és a farok alatti úszók elülső része narancsvörös.
A tapogatóvá alakult páros hasúszók vörösesek. Az oldal középvonalában megtört fekete csík látható. A nőstény tompább színű, a torok- és a hastájék ezüstös. A nőstény hátúszója lekerekített, míg a hímé mindig elhegyesedő. A gyöngygurámi későn színesedik ki a leírt mértékig, csak közvetlenül mielőtt eléri ivarérettségét, mutatja teljes szépségét. A hímek torka, mellkasa és hasúszója élénk narancssárga, míg a nőstények ugyanezen részei gyakran szürkések.
Testük oldalt erősen lapított, nem túl nagy szájuk enyhén felfelé mutató, ajkait kissé duzzadtak. Hasúszói erősen megnyúltak, fonalszerűvé alakultak, és főként ízlelősejteket tartalmaznak. Az oldalvonal (Organum laterale) némelykor teljesen megszakadó, nyomokban található, esetleg teljesen hiányzik. Igen nagy hasüreggel rendelkeznek, mely a faroktőig terjedhet. Úszóhólyagjuk kétlebenyes, a hasüreg hátsó részét szinte kitölti.

## Életmódja
Mindenevő. A víz középső és felső szintjein tartózkodik. Hasonló méretű halakkal tartsuk.

## Szaporodása
Csak a 8-10 hónapos, kifejlett testnagyságú egyedek ivarérettek. A nászjáték gyönyörű látvány. Meleg vizet (28-29 °C) igényel, nagyméretű habfészket épít. Az ívás után távolítsuk el a nőstényt, mert a heves hím megtépheti. Az ivadékok nagyon aprók, mikroeleséget igényelnek 2 hétig, majd rászoktathatók a porrá tört lemezes tápra.

## Akváriumban tartása
Az ijedős hal, általában nagy medencében érzi jól magát: kb. 120 liter 1 hím és 2 nőstény számára. Kedvelt vízhőmérséklete 23-26 °C és szeretik a tőzeggel előkészített vizet.

## Lásd továbbá
- Édesvízi akváriumi halak listája

## Külső hivatkozások
- Zipcodezoo
- A Gyöngygurámi szaporítása
- Gyöngygurámi Archiválva 2007. január 8-i dátummal a Wayback Machine-ben [Tiltott forrás?]
- háziállat.hu
- Akvarisztikalap